# Жюлия
Жюлия Фике (фр. Julia Fiquet, род. 24 сентября 2001), более известная как просто Жюлия, — французская певица.
В 13 лет она приняла участие во втором сезоне французского «Голоса. Дети» (который будет показан на телеканале TF1 в 2015 году) и так попала в поле зрения Лорана Бутонна́. Позже, когда Бутонна с Милен Фармер искали свежую молодую певицу, которая могла бы представить миру написанную ими новую песню под названием «S.E.X.T.O», они выбрали Жюлию.
С тех пор авторский дуэт Бутонна/Фармер пишет для Жюлии песни. После двух синглов увидел свет и её первый полнометражный альбом.

## Дискография

### Альбомы
| Название               | Подробнее                              | Чарты | Чарты    | Чарты | Чарты     |
| Название               | Подробнее                              | FRA   | BEL (Wa) | SWI   | SWI (Rom) |
| ---------------------- | -------------------------------------- | ----- | -------- | ----- | --------- |
| Passe... comme tu sais | - Выпущен: 19 июня 2020 - Лейбл: SMART | 31    | 12       | 93    | 21        |

### Мини-альбомы (EPs)
- S.E.X.T.O (Remixes)[8]

### Синглы
- 2018: «S.E.X.T.O»
- 2019: «#MESUISTROMPÉE»
- 2019: «Passe... comme tu sais»
- 2020: «Et toi mon amour»

### Видеоклипы
- 2018: «S.E.X.T.O»
- 2019: «#MESUISTROMPÉE»
- 2019: «Passe... comme tu sais»
- 2020: «Et toi mon amour»